# Campbellsburg (Indiana)
Campbellsburg es un pueblo ubicado en el condado de Washington en el estado estadounidense de Indiana. En el Censo de 2010 tenía una población de 585 habitantes y una densidad poblacional de 227,23 personas por km².

## Geografía
Campbellsburg se encuentra ubicado en las coordenadas 38°39′6″N 86°15′45″O / 38.65167, -86.26250. Según la Oficina del Censo de los Estados Unidos, Campbellsburg tiene una superficie total de 2.57 km², de la cual 2.57 km² corresponden a tierra firme y (0.2%) 0.01 km² es agua.

## Demografía
Según el censo de 2010, había 585 personas residiendo en Campbellsburg. La densidad de población era de 227,23 hab./km². De los 585 habitantes, Campbellsburg estaba compuesto por el 98.46% blancos, el 0.17% eran afroamericanos, el 0% eran amerindios, el 0.34% eran asiáticos, el 0% eran isleños del Pacífico, el 0% eran de otras razas y el 1.03% pertenecían a dos o más razas. Del total de la población el 1.03% eran hispanos o latinos de cualquier raza.